# Tieghemella heckelii
Tieghemella heckelii (tiếng Anh thường gọi là Baku hoặc Cherry Mahogany) là một loài thực vật thuộc họ Sapotaceae.

## Lịch sử phân loại
Bài viết công bố năm 1907 của Jean Baptiste Louis Pierre (1833-1905) đề cập tới danh pháp Tieghemella Heckelii và tên bản địa "makerou du Grand-Bassam" nhưng không cung cấp mô tả khoa học chi tiết. Dựa theo thông tin của Pierre, tháng 7 cùng năm này Auguste Jean Baptiste Chevalier mô tả chi Dumoria (theo tên gọi trong tiếng Anyi ở tây nam Ghana và đông nam Bờ Biển Ngà là "dumori" để chỉ loài cây gỗ này) và đặt tên cho loài này là Dumoria heckeli, do ông cho rằng nó đủ khác biệt với Tieghemella africana - loài duy nhất đã biết khi dó của chi Tieghemella, được Pierre mô tả năm 1890.
Năm 1915, khi viết về chi Dumoria và loài Dumoria heckeli, Marcel Marie Dubard cho rằng trên nhãn kèm theo "makerou" ghi danh pháp Tieghemella? Heckeliana.
Năm 1963 Hermann Heino Heine (1922-1996) đổi danh pháp thành Tieghemella heckelii tại trang 21 sách Flora of West Tropical Africa quyển 2 (ấn bản lần 2) do Frank Nigel Hepper (1929-2013) chủ biên. Mô tả của Chevalier (trên thực tế là của Perrot) vào năm 1907 thiếu các yếu tố chẩn đoán và các dẫn chiếu tới số sưu tập, vì vậy tên gọi được xuất bản vào năm đó có thể coi là một tên gọi trần trụi (nom. nud.). Bên cạnh đó, Dubard (1915) vẫn giữ chi Dumoria. Chỉ có mô tả vô tình được Heine (1963) đưa ra là hợp lệ.

## Phân bố
Loài này có ở Bờ Biển Ngà, Cameroon, Gabon, Ghana, Liberia, Nigeria, và Sierra Leone và có thể có ở Cộng hòa Dân chủ Congo, Cộng hòa Trung Phi, Guinea. Chúng hiện đang bị đe dọa vì mất môi trường sống. Đây là một cây lấy gỗ. Cây cao tới 45 mét và đường kính thân cây có thể đạt 1,2 mét.